# Francis B. Crocker
Francis Bacon Crocker (* 1861; † 1921) war ein US-amerikanischer Elektrotechniker.
Er studierte bis 1882 an der School of Mines of Columbia University und erwarb 1895 seinen Ph.D. in Elektrotechnik. 
1883 gründete er mit Charles G. Curtis die Firma Curtis & Crocker zum Bau von Elektromotoren.
1888 gründete er mit Schuyler S. Wheeler die Firma  Crocker & Wheeler. 
Er engagierte sich für die Standardisierung von Elektroanlagen und -ausrüstung. 
1920 half er Peter Cooper-Hewitt bei seinem Hubschrauber. 

## Belege
1. ↑   http://www.ieeeghn.org/wiki/index.php/Francis_B._Crocker

| Personendaten    | Personendaten                               |
| ---------------- | ------------------------------------------- |
| NAME             | Crocker, Francis B.                         |
| ALTERNATIVNAMEN  | Crocker, Francis Bacon (vollständiger Name) |
| KURZBESCHREIBUNG | US-amerikanischer Elektrotechniker          |
| GEBURTSDATUM     | 1861                                        |
| STERBEDATUM      | 1921                                        |